# Rose Terry Cooke
Rose Terry Cooke, née le 17 février 1827 dans les abords de Hartford dans l'État du Connecticut et morte le 18 juillet 1892 à Pittsfield dans l'État du Massachusetts, est une poète, nouvelliste et romancière américaine.
Elle est une auteure majeure de la littérature américaine du XIXe siècle. Le style de ses nouvelles préfigure le mouvement littéraire américain dit de la Local Colour, représenté par Alice Brown, Sarah Orne Jewett, Mary Eleanor Wilkins Freeman et Celia Thaxter. Son humour et son ironie pour décrire la condition des femmes la rapprochent de Sarah Morgan Bryan Piatt.
Sa position vis vis des femmes de leurs rôles et de leurs droits a participé à la « question de la femme », telle qu'elle a été traitée lors de la seconde moitié du XIXe siècle aux États-Unis par des femmes telles que Mary Abigail Dodge, Elizabeth Stuart Phelps Ward ou Rebecca Harding Davis.
Rose Terry Cooke est considérée par les critiques littéraires comme la meilleure auteure de nouvelles de son temps aux côtés d'Edgar Poe et de Ludwig Tieck.

## Biographie

### Jeunesse et formation

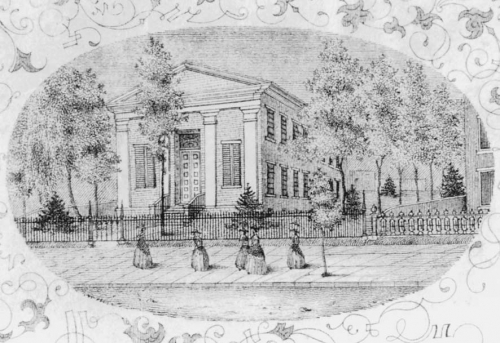
Séminaire féminin de Hartford.

Rose Terry Cooke, née Rose Terry est la fille de Henry Wadsworth Terry et d'Anne Wright Hurlbut Terry, un couple de propriétaires terriens, résidant dans les environs de Hartford. Henry Wadsworth Terry, président de la Hartford Bank et membre du Congrès, est issu d'une famille puritaine installée à Hartford depuis 1636. Anne Wright Hurlbut est la fille de John Hurlbut, un armateur réputé de la Nouvelle Angleterre, qui est mort à la suite d'une épidémie quand Anne Wright Hurlbut était âgée de neuf ans,,,.

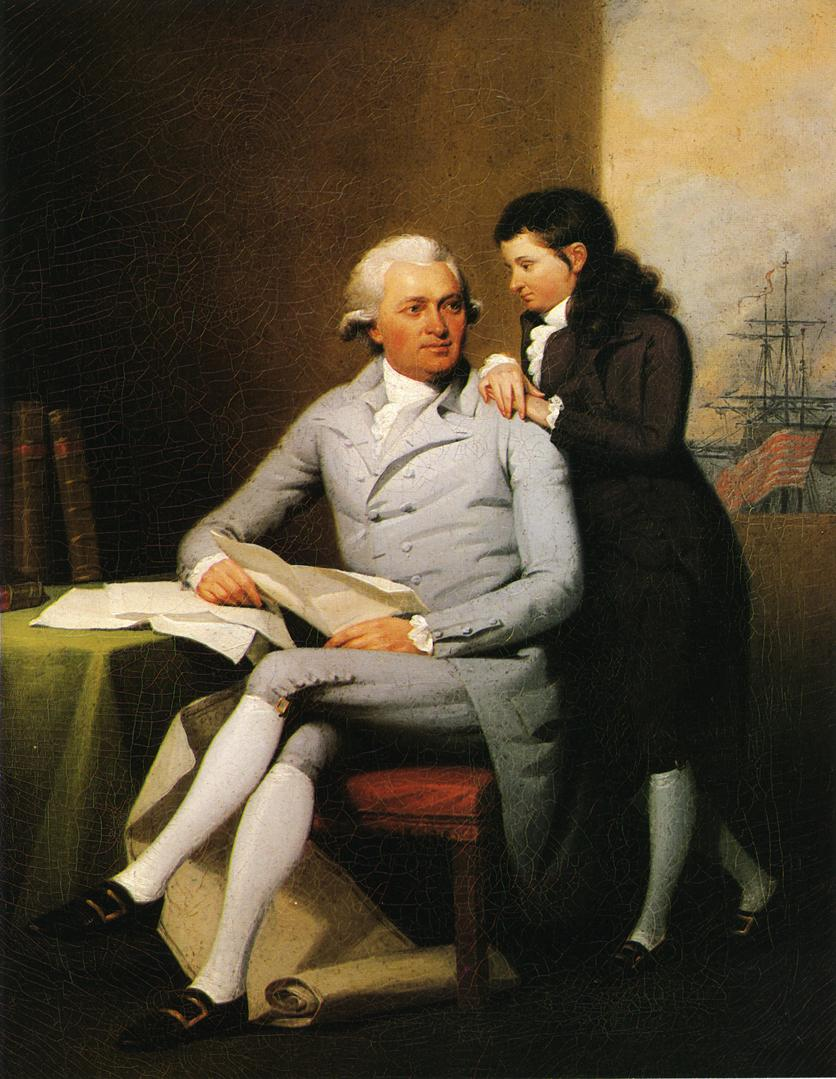
Jeremiah Wadsworth et son fils Daniel John Trumbull.

Quand Rose Terry atteint ses six ans, ses parents emménagent dans la résidence de sa grand-mère à Hartford construite en 1799 par son arrière grand-père paternel le colonel Jeremiah Wadsworth (en). D'une santé fragile, Rose Terry est scolarisée à domicile par sa mère, qui lui demande, entre autres, de retenir une page du dictionnaire chaque jour afin d'enrichir son vocabulaire et qui l'initie à la piété puritaine. Quant à son père il l'emmène souvent en promenade pour lui faire apprécier la beauté de la nature et l'initie au jardinage,,.
Rose Terry suit sa scolarité secondaire au Séminaire féminin de Hartford (en), où elle commence à écrire des poèmes et des pièces de théâtre pour ses condisciples, elle en sort diplômée en 1843 à l'âge de 16 ans, bénéficiant ainsi de la meilleure éducation possible pour une jeune femme de son époque. La même année elle se convertit pour devenir membre d'une église appartenant au mouvement congrégationaliste qui suit un calvinisme austère et rigoureux, mais Rose Terry ne suit pas la rigidité calviniste, elle adoucit le puritanisme congrégationaliste par son amour de la nature et elle fera toujours preuve de tolérance et d'aménité vis-à-vis des autres. Tout comme sa mère, Rose Terry est habitée par de forts sentiments qui ne sont pas tout à fait conformes au modèle victorien de la femme pieuse, bonne ménagère et soumise, elle rappellera plus tard que sa mère a été élevée par une gitane selon des manières plus qu'originales, laissant en elle une certaine extravagance,,,,,,,.

### Carrière

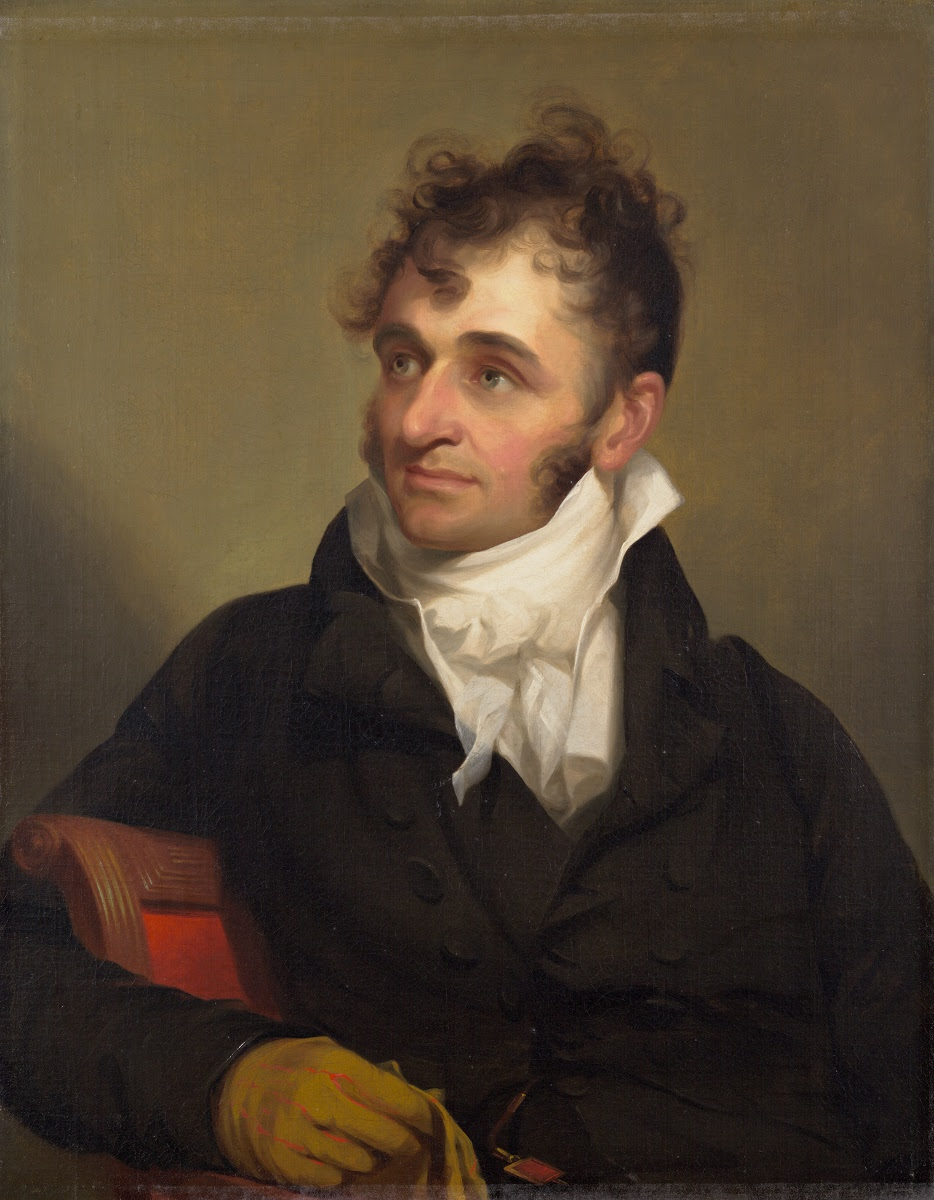
Daniel Wadsworth.

#### Un héritage
Rose Terry entre dans la vie active comme institutrice dans une école presbytérienne et comme gouvernante de la famille du pasteur William van Rensselaer à Burlington dans l'État du New Jersey. Au bout de trois ans, elle retourne à Hartford pour aider sa sœur malade. En 1848, grâce à un héritage venant d'un grand oncle, Daniel Wadsworth, elle n'est plus obligée de travailler et peut se consacrer à l'écriture et l'entretien de sa maison,,,,.

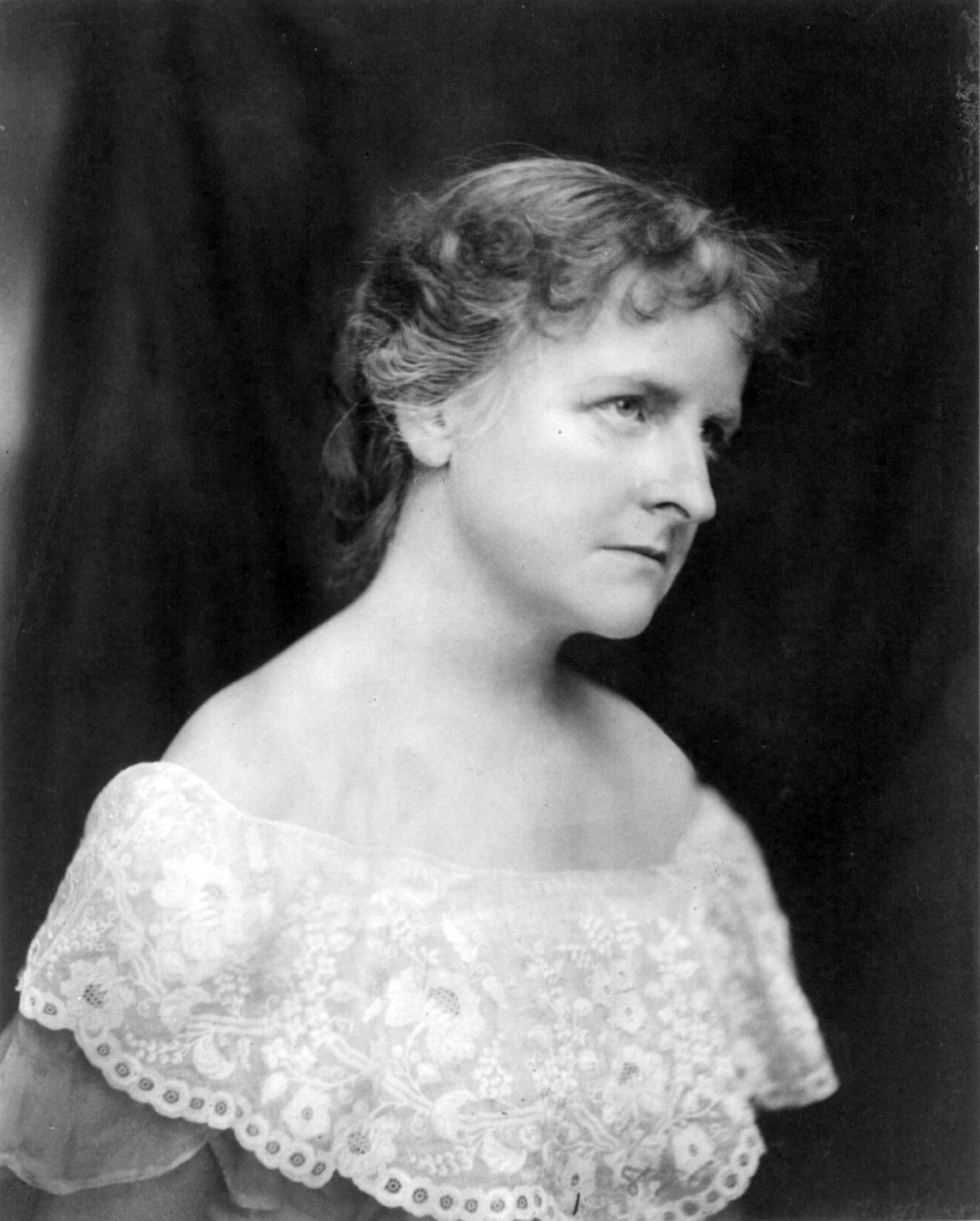
Mary Eleanor Wilkins.

#### Les débuts littéraires

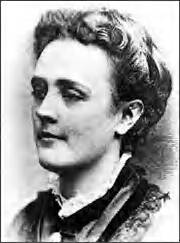
Sarah Orne Jewett.

Rose Terry commence par publier des poèmes au sein de divers journaux et magazines dont le New-York Tribune, où est publié son premier poème notable Trailing Arbutus le 26 avril 1851 qu'elle signe par les initiales de sa mère A.W.H ; ses poèmes sont rassemblés dans un recueil de poèmes en 1860, sous le titre de Poems. Ne trouvant pas la diffusion suffisante pour se faire reconnaître, elle abandonne la poésie pour se lancer dans l'écriture de nouvelles. Sa première nouvelle est publiée par le Graham's Magazine en 1855, alors qu'elle n'a que 28 ans, mais c'est sa nouvelle The Mormon's Wife publiée en juin 1855 par le Putnam's Magazine qui la fait véritablement connaître. En 1857, James Russell Lowell, le rédacteur en chef du magazine The Atlantic, lui commande une nouvelle pour la parution de son premier numéro. Son style préfigure déjà le style du réalisme régionaliste dit « Local Colour »de Sarah Orne Jewett et Mary Eleanor Wilkins Freeman en enracinant ses personnages dans les paysages de la Nouvelle Angleterre et le sort des femmes reléguées et brisées par des hommes obtus comme dans sa nouvelle Freedom Wheeler's Controversy with Providence avec une pointe d'humour. Ses qualités de conteuse la font accéder à la notoriété,,.

#### La notoriété de la nouvelliste

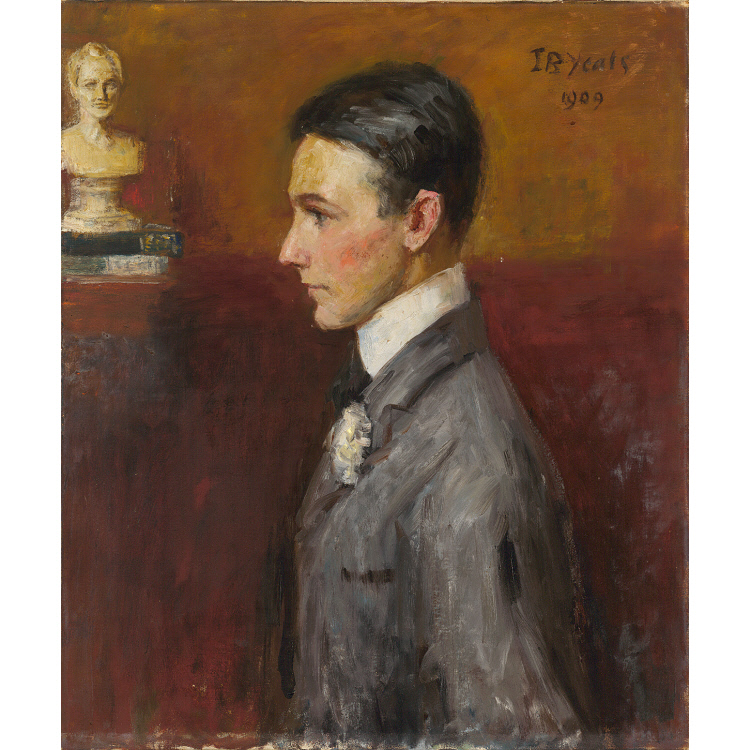
Van Wyck Brooks.

Rose Terry est devenue une référence en tant que nouvelliste, elle continue de publier ses nouvelles dans The Atlantic mais aussi dans divers magazines tels que Harper’s Magazine, Christian Union, The Youth's Companion (en), The Independent (New York City) (en), The Galaxy (magazine). Le critique littéraire Van Wyck Brooks estime que certaines des nouvelles de Rose Terry Cooke, sont des modèles du genre, qu'elles sont indépassables,,.

#### Le déclin

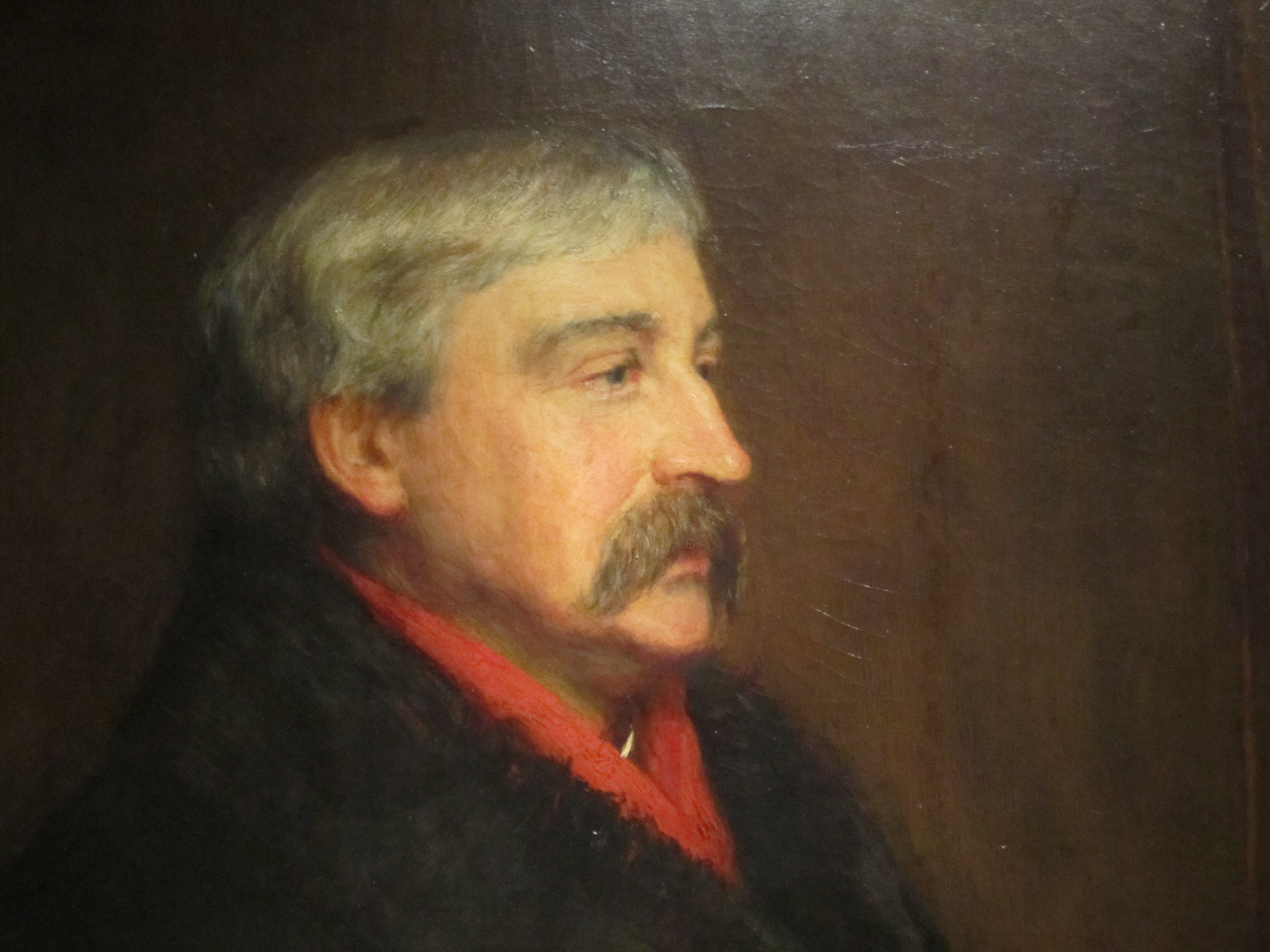
Bret Harte.

Le 16 avril 1873, alors qu'elle est âgée de 46 ans Rose Terry épouse Rollin H. Cooke, un veuf de trente ans avec deux filles. Le couple emménage à Winsted dans l'État du Connecticut. Elle doit dès lors prendre en charge ses belles-filles pour suppléer les revenus instables de son époux qui va d'un emploi à un autre et par ailleurs, elle doit sauver son beau-père de la ruine. Cette pression financière a vidé ses économies, cette dilapidation l'oblige à trouver de nouvelles ressources pour assurer les besoins de sa famille, elle ne peut plus se consacrer au seul travail d'écriture, situation qui l'oblige à écrire des livres alimentaires avec des résultats variables. Sa production alimentaire est essentiellement constituée par des nouvelles rémunératrices à destination d'un jeune public. La qualité de ses œuvres baissant alors que le public s'intéresse à la littérature « Local Colour », les auteurs Bret Harte et Hamlin Garland la surpassent dans le genre,,,,.

#### Les impostures
Rose Terry doit faire face à des mystificatrices qui se font passer pour elle. La première vient d'une femme de la Pennsylvanie qui prétend qu'elle a utilisé le nom de Rose Terry comme nom de plume, il fallut qu'Harriet Beecher Stowe mette fin à la rumeur en apportant son témoignage attestant que la Rose Terry qu'elle connait depuis son enfance est  bien l'auteure Rose Terry. Quatre autres mystificatrices tenteront en vain de se faire passer pour elle afin de toucher ses royalties. Très émotive, elle est profondément blessée par ces épreuves mais parvient malgré tout à passer outre.

### Mort
Rose Terry Cooke, affaiblie par une pneumonie, décède de la grippe à l'âge de 65 ans dans son domicile de Pittsfield. Elle est inhumée au cimetière de Collinsville (Connecticut),,.

## Regards sur son œuvre

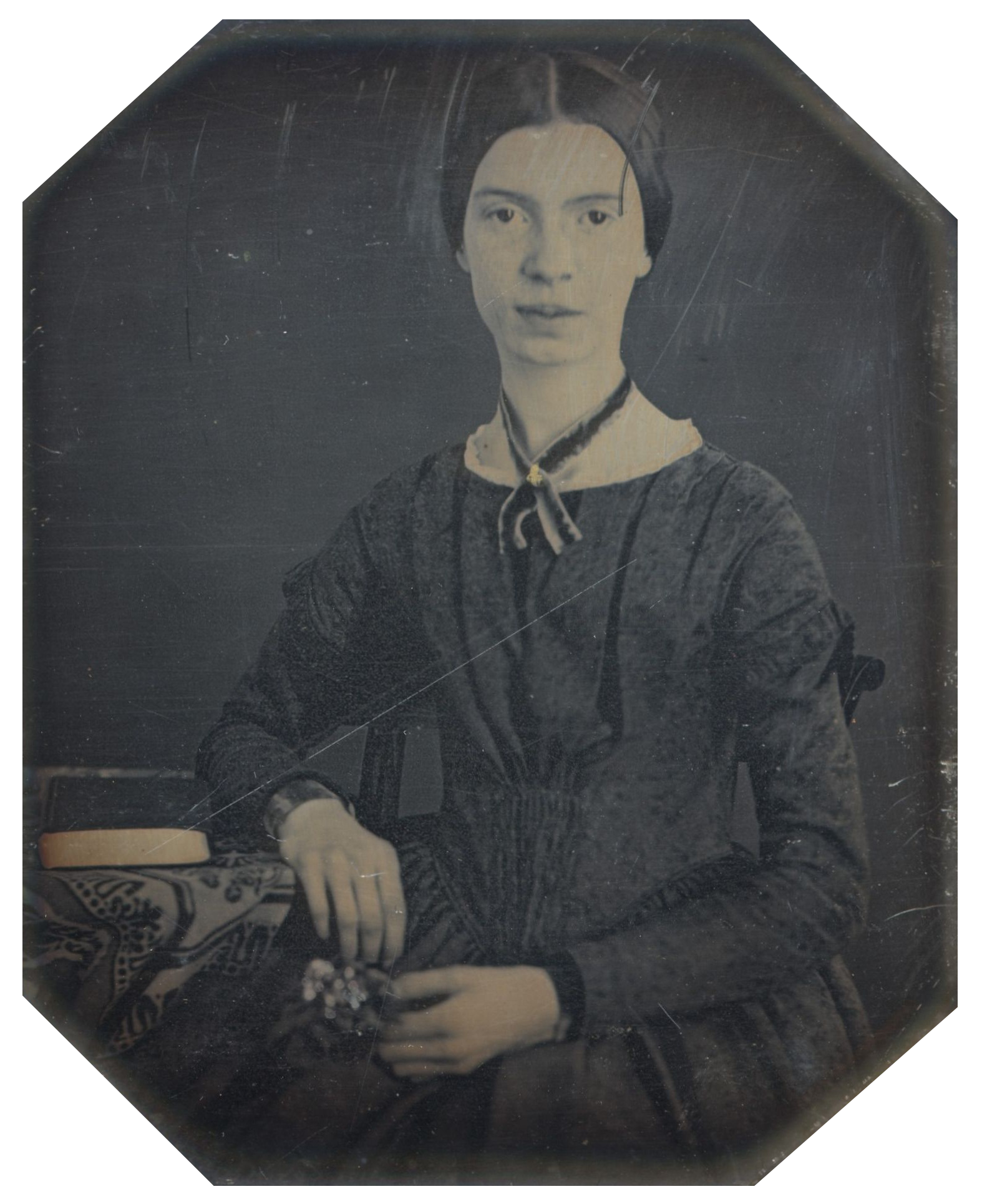
Emily Dickinson.

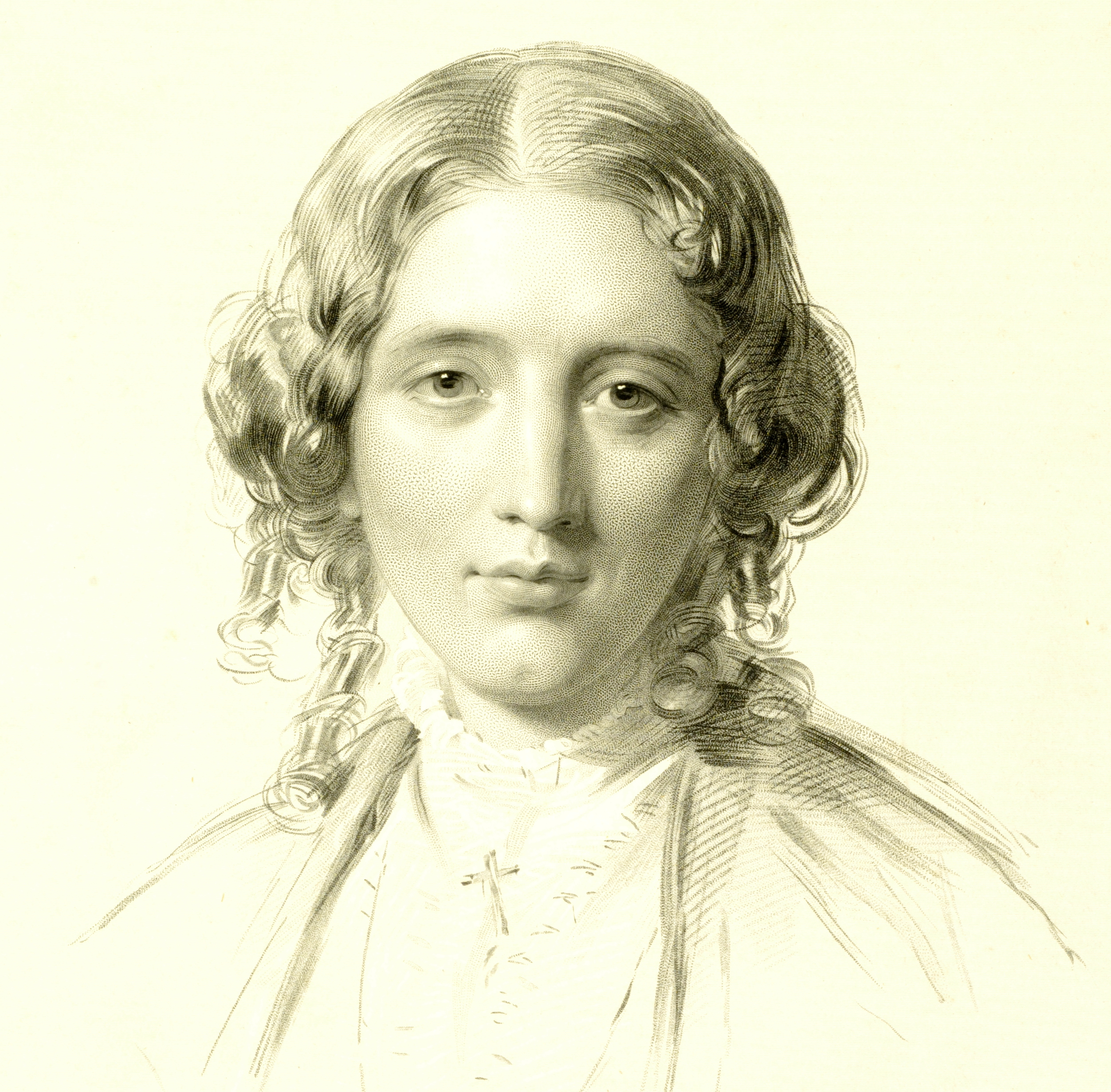
Harriet Beecher Stowe.

### L'héritage littéraire
Rose Terry Cooke a écrit des poèmes, des romans, mais elle passe à la postérité par ses nouvelles, au style puissant où elle décrit sans complaisance la vie de la Nouvelle Angleterre. Avis partagé en 1915 par Fred Lewis Pattee (en) dans son livre A History of American Literature Since 1870, puis par  Van Wyck Brooks dans les années 1940 qui la considère comme la fondatrice du courant littéraire auquel se rattachent Sarah Orne Jewett, Mary Eleanor Wilkins, Alice Brown, et, entre autres, par le critique et historien Martin Jay (en) dans les années 1960 et par les professeures de littérature Elizabeth Ammons (en) et Josephine Donovan (en) dans les années 1980. Ses nouvelles ont influencé  William Dean Howells, Harriet Elizabeth Prescott Spofford, Harriet Beecher Stowe, John Greenleaf Whittier, Annie Adam Fields, etc. Harriet Elizabeth Prescott Spofford dans le livre consacré aux écrivaines de son temps estime également que les nouvelles de Rose Terry Cooke font d'elle « la reine des narratrices » que seules les nouvelles d'Edgard Poe et de Ludwig Tieck lui sont comparables. Cela dit, quelques uns de ses poèmes sont à retenir comme Basile Renaud, Fantasia, After the Camanches, qui à l'instar d'Emily Dickinson utilisent des images aussi violentes que puissantes,,,,.

### La féministe

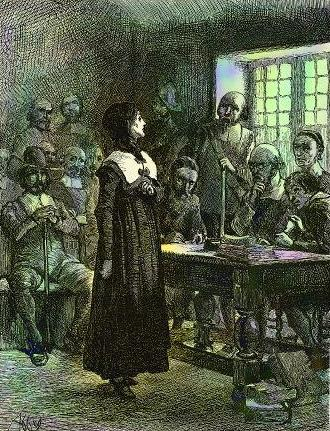
Le procès d'Anne Hutchinson.

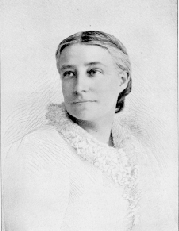
Elizabeth Stuart Phelps Ward

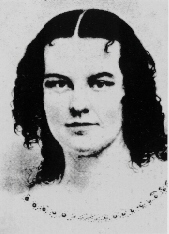
Rebecca Harding Davis.

Il est également noté son apport au féminisme dans sa description des conditions des femmes dans le contexte américain du XIXe siècle, et de l'autre côté en exaltant la sensualité, la délicatesse féminines contre l’oppression du patriarcat. Plusieurs de ses nouvelles expriment sa colère envers le traditionalisme des religions soumettant les femmes au pouvoir de leurs époux, de leurs pères et des clercs. Du calvinisme elle retient le principe que tous les humains doivent faire fructifier leurs compétences, les hommes comme les femmes. Elle reprend la tradition du calvinisme dissident lancé par Anne Hutchinson. Rose Terry Cooke souligne la contradiction entre le devoir divin qui demande à chacun de s'épanouir et les relations confinant les femmes dans la dépendance aux hommes. Plusieurs de ses héroïnes sont des femmes qui au nom de la foi s'insurgent contre l'ordre masculin. Au rigorisme calviniste, elle oppose un idéal de la « nouvelle Femme », position qui suscite des controverses autour des comportements « naturels » attribués aux femmes. À la fin de sa vie, en 1889 et 1890 elle publie des articles au sein de la revue North American Review où elle pose la « question de la femme », articles auxquels Rebecca Harding Davis, Elizabeth Stuart Phelps Ward et d'autres femmes vont apporter leurs réponses pour changer le rôle des femmes. Selon Rose Terry Cooke, la femme doit être respectée pour ses opinions, avoir le libre choix de son époux, avoir la libre disposition de ses biens, avoir le libre choix de l'éducation de ses enfants, présupposant ainsi d'une part une vision idéale de la femme maîtresse de la vie domestique et d'autre part la conviction que la femme est supérieure à l'homme parce que plus raffinée et par son influence d'éducation sur ses fils. Selon Eileen Razzari Elrod, la position de Rose Terry Cooke est ambivalente, à la fois conservatrice et à la fois progressiste, n'hésitant point à décrire avec vigueur les comportements des hommes envers les femmes, comme ses descriptions sur le sort des paysannes devant subir la brutalité de leurs époux. Paradoxalement Rose Terry Cooke se dit anti-féministe car pour elle, les mouvements féministes détrônent les femmes de leur pouvoir sur la vie domestique et éducative et donc de leurs responsabilités sociales premières,,,.
Rose Terry Cooke s'oppose au droit de vote des femmes, tout comme Mary Abigail Dodge, le droit de vote n'a pas de sens si auparavant il n'y a pas eu de changement du comportement des hommes envers les femmes. Selon Sherry Lee Linkon, Rose Terry Cooke n'est pas parvenue à concilier ses vues réalistes sur la condition des femmes à travers sa littérature et ses vues politiques quant au droit des femmes, vues empreintes de sentimentalisme et de religiosité. Vision quasi mystique de la femme qui aurait le pouvoir de changer les hommes en restant dans sa sphère domestique, lieu de son influence, de son royaume,,,.

## Œuvres

### Recueils de nouvelles
- Somebody's Neighbors, Boston, James R. Osgood, 1881, 445 p. (ISBN 9780267364299, lire en ligne),
- Root-bound, and other sketches, Ridgewood, New Jersey, Gregg Press (réimpr. 1968) (1re éd. 1885), 296 p. (OCLC 1113079223, lire en ligne),
- The Sphinx's Children And Other People, Boston, Ticknor and Company, 1886, 490 p. (ISBN 9780530324418, lire en ligne),
- Huckleberries Gathered From New England Hills, Boston, Houghton, Mifflin, 1891, 370 p. (ISBN 9780469496309, lire en ligne),
- Little Foxes, Philadelphie, H. Altemus, 1904, 98 p. (OCLC 3763888),

### Romans
- Happy Dodd: Or, "She Hath Done What She Could,", New York, Ward and Drummond, 1878, 442 p. (ISBN 9781332417490, lire en ligne),
- The Deacon's Week and What Deacon Baxter Said, Boston, Pilgrim Press, 188?, 56 p. (ISBN 9781331775676, lire en ligne),
- No, New York, Phillips & Hunt, 1886, 234 p. (OCLC 25421244),
- Where to Say No, Londres, Gall & Inglis, 1887, 256 p. (ISBN 9781354501474, OCLC 24923364),
- Steadfast: The Story of a Saint and a Sinner, Boston, Ticknor and company, 1889, 436 p. (ISBN 9780530084633, lire en ligne),

### Recueils de poèmes
- Poems, New York, W.S. Gottsberger Publisher, 1860 (1re éd. 1888), 442 p. (ISBN 9780267298358, lire en ligne),
- A Fairy at School., Willimantic, Connecticut, Willimantic Thread Co, 1893, 32 p. (OCLC 22268894),

### Articles
- « The Memorial of A. B., or Matilda Muffin », Atlantic Monthly, N°5,‎ 1860, p. 186-191 (5 pages) (lire en ligne ),
- « Reflected », National Journal of Education, Vol. 11, No. 4,‎ 22 janvier 1880, p. 53 (1 page) (lire en ligne ),
- « Is Housekeeping a Failure? », The North American Review, Vol. 148, No. 387,‎ février 1889, p. 243-260 (18 pages) (lire en ligne ),
- « Are Women to Blame? », The North American Review, Vol. 148, No. 390,‎ mai 1889, p. 622-642 (21 pages) (lire en ligne ),
- « The Real Rights of Women », The North American Review, Vol. 149, No. 394,‎ septembre 1889, p. 347-354 (8 pages) (lire en ligne ),
- « Women's Views of Divorce », The North American Review, Vol. 150, No. 398,‎ janvier 1890, p. 110-135 (26 pages) (lire en ligne ),

## Archives
Les archives de Rose Terry Cooke sont déposées et consultables auprès de la bibliothèque Albert and Shirley Small Special Collections Library (en) de l'université de Virginie.